# Lawe
Die Lawe ist ein Fluss in Frankreich, der großteils im Département Pas-de-Calais in der Region Hauts-de-France verläuft. Sie entspringt beim Ort Rocourt-en-l'Eau, im Gemeindegebiet von Magnicourt-en-Comté, entwässert generell in nordöstlicher Richtung und mündet nach rund 41 Kilometern bei La Gorgue, im Département Nord als rechter Nebenfluss in die Leie.

## Schifffahrt
Bei Béthune unterquert sie den Canal d’Aire, einen Teilabschnitt des Großschifffahrtsweges Dünkirchen-Schelde. Die Lawe selbst ist von der Mündung bis Béthune kanalisiert, die Schleusen sind jedoch nicht mehr erhalten, sodass dieser Bereich heute für die Schifffahrt nicht mehr genützt werden kann.

## Orte am Fluss
- La Comté
- Houdain
- Divion
- Bruay-la-Buissière
- Annezin
- Béthune
- La Couture
- Lestrem
- La Gorgue